# 元晏
元晏（？—？），河南郡洛阳县（今河南省洛阳市东）人，追尊魏昭成帝拓跋什翼犍的后裔，北魏中散大夫元乞之子，北魏宗室、官员。

## 生平
元晏在魏孝静帝元善见初年屡次升任至吏部尚书，为官公平刚正不屈，当时的舆论称赞他。元晏后外任瀛州刺史，任职不久，百姓对他欢欣仰赖。蒋天乐谋反时，元晏被牵连其中，诏令押送到定州赐令自杀。高隆之曾经向元晏请托走后门，没有成功，就对他编织罪名，将元晏迫害致死。元晏喜好收集图书，家中书籍多为秘阁所收藏，凡是有借阅的人，都不违背别人的心意，也因此受到称赞。

## 家庭

### 高祖
- 拓跋烈，北魏阴平熹王

### 曾祖
- 拓跋道子，北魏下大夫

### 祖父
- 元洛，北魏羽林幢将

### 父亲
- 元乞，北魏中散大夫